# Траво (Пјаченца)
Траво (итал. Travo) је насеље у Италији у округу Пјаченца, региону Емилија-Ромања.
Према процени из 2011. у насељу је живело 708 становника. Насеље се налази на надморској висини од 177 м.

## Становништво
Према резултатима пописа становништва 2011. у општини је живело 1.993 становника.
| 1931. | 1936. | 1951. | 1961. | 1971. | 1981. | 1991. | 2001. | 2011. |
| ----- | ----- | ----- | ----- | ----- | ----- | ----- | ----- | ----- |
| 5.004 | 5.146 | 4.646 | 3.787 | 2.757 | 2.200 | 1.978 | 2.002 | 1.993 |